# Pontécoulant
Pontécoulant is een gemeente in het Franse departement Calvados in de regio Normandië en telt 93 inwoners (2009). De plaats maakt deel uit van het arrondissement Vire.

## Geografie
De oppervlakte van Pontécoulant bedraagt 2,4 km², de bevolkingsdichtheid is dus 38,8 inwoners per km².
De onderstaande kaart toont de ligging van Pontécoulant met de belangrijkste infrastructuur en aangrenzende gemeenten.

## Demografie
Onderstaande figuur toont het verloop van het inwonertal (bron: INSEE-tellingen).
Vanwege een beveiligingsprobleem met de MediaWiki Graph-software is het momenteel niet mogelijk deze grafiek weer te geven. Zodra de software is bijgewerkt zal de grafiek vanzelf weer zichtbaar worden.
Condé-en-Normandie · Lassy · Périgny · Le Plessis-Grimoult · Pontécoulant · Saint-Denis-de-Méré · Saint-Jean-le-Blanc · Saint-Vigor-des-Mézerets · Souleuvre en Bocage · Valdallière · La Villette
1. ↑  Populations de référence 2022.